# Anemoneae
Anemoneae, tribus žabnjakovki, dio potporodice Ranunculoideae. Tipični je kozmopolitski rod šumarica, Anemone,  sa 103 vrste (64 po Kewu), sa tipičnom vrstom Anemone coronaria L. ili krunična šumarica, koja raste i u Hrvatskoj.

## Rodovi
1. Anemone L. (103 spp.)
2. Anemonastrum Holub (32 spp.)
3. Eriocapitella Nakai (6 spp.)
4. Knowltonia Salisb. (24 spp.)
5. Hepatica Mill. (9 spp.)
6. Metanemone W.T.Wang (1 sp.)
7. Pulsatilla Mill. (43 spp.)
8. Clematis L. (378 spp.)

## Vanjske poveznice
|  | Zajednički poslužitelj ima još gradiva o temi Anemoneae |
|  | Wikivrste imaju podatke o taksonu Anemoneae             |